# Négy toll (film, 1939)
A Négy toll (eredeti címe: The Four Feathers) A.E.W. Mason regénye alapján készített, 1939-ben bemutatott színes brit játékfilm Zoltán Korda rendezésében. 
Magyarországon 1939. augusztus 31-én vetítették szakmai bemutatón.
A 19. század végén, a Mahdi-felkelés idején játszódó film egy gyávasággal vádolt ember történetét meséli el, erre utal a címe is. Angliában ugyanis szokás volt, hogy akit úri társaságban gyávasággal vádoltak, annak megbélyegzésül névjegyre tűzött fehér tollat küldtek. 
A regényt többször is megfilmesítették (első alkalommal 1915-ben). Az adaptációk között ez volt az első hangos film, és közülük ezt az alkotást tartják a legsikerültebbnek.

## Cselekménye
A régi katonai családból származó fiatal Harry Faversham, az Északi Ezred hadnagya eljegyezte a szintén katonacsaládban született Ethne Burroughs-t. Ezredét azonban Szudánba vezénylik, hogy Herbert Kitchener seregéhez csatlakozva visszafoglalják Kartúmot a vérengző lázadóktól. Harry boldogtalan, hogy el kell válnia menyasszonyától. Nem igazán katonás természet és fél, hogy nem tud helytállni a csatatéren, ezért indulás előtt lemond tiszti rangjáról. Bajtársaitól csomag érkezik, melyben három, névjeggyel ellátott fehér tollat kap. Az egyik toll Durrance kapitánytól jött, aki nemcsak feljebbvalója, hanem vetélytársa is volt: ő is el akarta nyerni Ethne kezét. A másik két tollat Willoughby hadnagy és Peter Burroughs hadnagy, Ethne fivére küldte. Ennél is jobban lesújtja menyasszonya megvetése.
Miután ráébred, hogy rosszul döntött, apjának egy régi barátja, Dr. Sutton segítségével megpróbálja helyrehozni hibáját. Afrikába utazik, Egyiptomban Dr. Harraz segítségével arabnak álcázza és némának tetteti magát. Így jut el, harcok és kalandok közepette, az Északi Ezred közelébe. Az egyik ütközetben mint bennszülött vesz részt. Rátalál a félholt, csaknem vak Durrance kapitányra, elvonszolja őt a táborhoz és titkon zsebébe teszi a neki küldött fehér tollat. A másik két toll küldője, Willoughby és Peter a vérengző lázadók fogságába került. Ott talál rájuk Harry, még mindig mint bennszülött, de gyanússá válik, és őt is bebörtönzik. A kartúmi erődben sínylődő sok száz bennszülött foglyot és két bajtársát élete kockáztatásával megmenti. A két tollat visszajuttatja barátainak, ezzel letörölve magáról a gyávaság bélyegét. A harc végetér. Durrance csak később tudja meg, hogy ki volt a megmentője. Willoughby-t és Petert előléptetik, Harry pedig visszakapja menyasszonya megbecsülését és szerelmét.

## Főbb szereplők
- John Clements – Harry Faversham
- Ralph Richardson – John Durrance kapitány
- C. Aubrey Smith – Burroughs tábornok
- June Duprez – Ethne Burroughs
- Allan Jeayes – Faversham tábornok
- Jack Allen – Thomas Willoughby hadnagy
- Donald Gray – Peter Burroughs
- Frederick Culley – Dr. Sutton
- Clive Baxter – ifj. Harry Faversham
- Robert Rendel – ezredes
- Archibald Batty – adjutáns
- Derek Elphinstone – Parker hadnagy
- Hal Walters – Joe
- Norman Pierce – Brown őrmester
- Henry Oscar – Dr. Harraz
- John Laurie – Abdullah Kalifa